# Daniel de Lange
Daniel de Lange també Damcre (Rotterdam, 11 de juliol de 1841 - Point Loma, Califòrnia, Estats Units, 30 de gener de 1918) fou un compositor holandès. Era fill de Samuel i germà del també Samuel, ambdós pianistes, organistes i compositors.
Estudià amb Graz i Servais el violoncel i amb Verhulst i Damcke la composició, dedicant-se després al piano i l'orgue. De 1860 a 1863 fou professor de l'Escola de Música de Lemberg i el 1870 on tingué entre altres alumnes en Sigtenhorst Meyer,i a Anton Averkamp i també dirigí a Amsterdam i Leiden, diverses societats corals, amb una de les quals donà concerts a Londres i per Alemanya. Des de 1895 fou director del Conservatori d'Amsterdam.
Va compondre l'òpera De vaal van Kuilenburg’’, dues simfonies i càntars.